# 双墩集站
双墩集站是一个淮南线和双雷线（宁西合九货车外绕线）上的铁路车站，位于安徽省合肥市长丰县双墩镇。车站目前为四等站，邮政编码为231131。车站由上海局集团合肥车务段管辖，目前不办理客运业务，货运仅办理专用线、专用铁路货运业务，设有通往中央储备粮合肥直属库、六安市地方海事局直属海事处双墩集办事处和六安双墩国家粮食储备库的专用线，是合肥车务段管内最繁忙的中间站。
双墩集站随淮南铁路建于1934年，1969年六安地区在车站附近设立双墩港口，中转进出六安的物资，因此车站建设通往双墩港务处的专用线。1978年新建双墩集至撮镇的合肥直通线。本站为新建合安铁路货车线的北端接轨站，为此本站进行改工程。改造后车站设8条股道（含4条正线）。宁西合九货车外绕线于2021年6月18日开通。

## 事故
1978年10月24日，合肥市冶金工业局所属的一辆小轿车在通过本站南侧道口时和合肥至北京的128次列车相撞，造成车内4人中3人死亡、1人重伤，轿车报废。

## 相邻车站
| 上一站         | 中国铁路 | 中国铁路             | 中国铁路 | 下一站                 |
| -------------- | -------- | -------------------- | -------- | ---------------------- |
| 下塘集往淮南   |          | 淮南铁路             |          | 合肥东往芜湖           |
| 直通至淮南铁路 |          | 淮南客车绕行线       |          | 合肥北往芜湖經三十里铺 |
| 起訖站         |          | 双雷线               |          | 富民往雷麻店           |
| 起訖站         |          | 双墩港务处铁路专用线 |          | 长丰海螺水泥起訖站     |